# Aita Gasparin
Pour les articles homonymes, voir Gasparin.
Aita Gasparin, née le 9 février 1994 à Poschiavo en Suisse, est une biathlète suisse. Elle est la sœur de Selina et d'Elisa Gasparin, qui sont elles aussi biathlètes.

## Biographie
Aita Gasparin naît le 9 février 1994 à Poschiavo en Suisse. Elle est originaire de Pontresina. Elle est la sœur des biathlètes Selina et Elisa Gasparin. Avant le biathlon, elle a également pratiqué la gymnastique et le ski de fond. Elle étudie à l'Academia Engiadina et y passe sa maturité en 2014.
Elle est mariée avec le biathlète ukrainien Serhiy Semenov.

## Carrière
En janvier 2012, Aita Gasparin termine vingtième du sprint et seizième de la poursuite aux Jeux olympiques de la jeunesse à Innsbruck.
Elle débute en coupe du monde lors de la saison 2012-2013 lors du relais à Hochfilzen. En janvier 2013, elle termine douzième du sprint et de la poursuite des championnats du monde juniors à Obertilliach et cinquième du relais.
Elle participe également à ses premiers championnats du monde en 2013. Elle y termine 94e du sprint et 84e de l'individuelle et 13e avec le relais féminin. Fin février 2013, elle participe aux championnats d'Europe juniors à Bansko où elle termine 18e du sprint puis septième de la poursuite. En 2014, elle participe aux Jeux olympiques de Sotchi, où elle se classe 61e de l'individuel et 9e avec le relais. Après les Jeux olympiques, elle marque ses trois premiers points de coupe du monde avec une 38e place à Pokljuka et monte sur deux podiums en IBU Cup à Martell.
La saison 2014-2015 est la meilleure des jeunes années de sa carrière en termes de résultats, récoltant trois top trente, dont une vingtième place à Khanty-Mansiïsk.
Aux Jeux olympiques d'hiver de 2018, elle est 68e de l'individuel, seule course à laquelle elle participe.
Lors de la saison 2019-2020, ses progrès affichés en ski (son point faible), combinés à ses qualités de tireuse contribuent grandement à la cohésion et à la réussite du relais suisse, en compagnie de ses deux sœurs Selina et Elisa, et de Lena Häcki, avec qui elle obtient son premier podium en Coupe du monde le 8 décembre 2019 à Östersund (2e place). Deux autres podiums suivront pour Aita Gasparin et le relais suisse, une semaine plus tard à Hochfilzen (3e) et en janvier à Ruhpolding (encore 3e). Les Suissesses finissent la saison deuxième du classement général du relais derrière la Norvège. Sur le plan individuel elle réalise son premier top vingt de la saison en décembre, puis entre pour la première fois dans les dix premières d'une épreuve de Coupe du monde en terminant 9e de l'individuel de Pokljuka le 24 janvier 2020, ce qui lui donne droit de participer à la mass-start suivante où elle se classe 16e. En février, aux championnats du monde 2020 à Antholz-Anterselva, elle se classe 10e du sprint et de la poursuite.
En retrait lors des deux saisons suivantes, elle n'est pas sélectionnée pour les Jeux olympiques de Pékin en février 2022. Après un bon début d'hiver 2022-2023 — deux top 12 en décembre — et en affichant un peu plus de régularité, elle obtient à l'issue de la saison son meilleur classement général final de Coupe du monde (24e).
Avec Niklas Hartweg, elle décroche la première victoire d'équipe dans l'histoire de la Suisse en s'imposant sur le relais mixte simple à Pokljuka à la fin de la saison 2024-2025.

## Palmarès

### Jeux olympiques d'hiver
| Édition / Épreuve | Individuel | Sprint | Poursuite | Mass start | Relais | Relais mixte |
| ----------------- | ---------- | ------ | --------- | ---------- | ------ | ------------ |
| Sotchi 2014       | 61e        | —      | —         | —          | 9e     | —            |
| Pyeongchang 2018  | 68e        | —      | —         | —          | —      | —            |

 Légende : * — : non disputée par Gasparin 

### Championnats du monde
| Édition / Épreuve       | Individuel | Sprint | Poursuite | Mass start | Relais | Relais mixte | Relais mixte simple              |
| ----------------------- | ---------- | ------ | --------- | ---------- | ------ | ------------ | -------------------------------- |
| Nové Město 2013         | 84e        | 94e    | —         | —          | 13e    | —            | Épreuve inexistante à cette date |
| Kontiolahti 2015        | 78e        | 80e    | —         | —          | 21e    | 13e          | Épreuve inexistante à cette date |
| Holmenkollen 2016       | 63e        | 73e    | —         | —          | 16e    | 14e          | Épreuve inexistante à cette date |
| Hochfilzen 2017         | 28e        | 48e    | 50e       | —          | 13e    | 14e          | Épreuve inexistante à cette date |
| Östersund 2019          | —          | 75e    | —         | —          | 13e    | —            | 14e                              |
| Antholz-Anterselva 2020 | 27e        | 10e    | 10e       | 21e        | 6e     | —            | —                                |
| Pokljuka 2021           | —          | 33e    | 35e       | —          | 12e    | —            | —                                |
| Oberhof 2023            | 27e        | 20e    | 38e       | 30e        | 8e     | —            | —                                |
| Nové Město 2024         | 46e        | 62e    | —         | —          | 9e     | —            | —                                |
| Lenzerheide 2025        | 20e        | 41e    | 21e       | 11e        | 14e    | —            | —                                |

 Légende : * — : non disputée par Gasparin / *  : pas d'épreuve 

### Coupe du monde
- Meilleur classement général : 24e en 2023.
- Meilleur résultat individuel : 8e.
- 4 podiums : 
  - 3 podiums en relais : 1 deuxième place, 2 troisièmes places.
  - 1 podium en relais mixte simple : 1 victoire.

 Dernière mise à jour le 16 mars 2025

#### Classements en Coupe du monde
| Saison    | Individuel | Individuel | Sprint | Sprint | Poursuite | Poursuite | Mass start | Mass start | Général | Général    |
| Saison    | Points     | Class.     | Points | Class. | Points    | Class.    | Points     | Class.     | Points  | Classement |
| --------- | ---------- | ---------- | ------ | ------ | --------- | --------- | ---------- | ---------- | ------- | ---------- |
| 2012-2013 | -          | nc         | -      | nc     |           |           |            |            | -       | nc         |
| 2013-2014 | -          | nc         | -      | nc     | 3         | 80e       |            |            | 3       | 98e        |
| 2014-2015 | -          | nc         | 39     | 58e    | 14        | 62e       | 21         | 38e        | 74      | 59e        |
| 2015-2016 | -          | nc         | 22     | 67e    | 10        | 74e       |            |            | 31      | 72e        |
| 2016-2017 | 13         | 55e        | 3      | 85e    | 4         | 80e       |            |            | 22      | 88e        |
| 2017-2018 | -          | nc         |        |        |           |           |            |            | -       | nc         |
| 2018-2019 | -          | nc         | 20     | 69e    | -         | nc        |            |            | 20      | 85e        |
| 2019-2020 | 46         | 22e        | 69     | 40e    | 58        | 32e       | 59         | 26e        | 232     | 31e        |
| 2020-2021 | 7          | 60e        | 78     | 42e    | 21        | 58e       |            |            | 108     | 53e        |
| 2021-2022 | -          | nc         | 31     | 55e    | 38        | 45e       |            |            | 69      | 55e        |
| 2022-2023 | 27         | 35e        | 87     | 28e    | 83        | 24e       | 70         | 22e        | 267     | 24e        |
| 2023-2024 | 36         | 30e        | 63     | 36e    | 79        | 29e       | 22         | 36e        | 200     | 31e        |
| 2024-2025 | 43         | 25e        | 117    | 21e    | 111       | 18e       | 36         | 35e        | 307     | 26e        |

nc : non classée

### Championnats d'Europe
- Médaille de bronze du relais mixte en 2022.

### Jeux olympiques de la jeunesse d'hiver
| Épreuve / Édition                             | Relais mixte ski de fond/biathlon |
| Jeux olympiques de la jeunesse 2012 Innsbruck | 4e                                |

### IBU Cup
- 2 podiums.